# Hatting
Hatting je obec v Rakousku ve spolkové zemi Tyrolsko v okrese Innsbruck-venkov.
V obci žije přibližně 1 500 obyvatel.

## Poloha
Hatting se nachází v Oberinntalu, asi osmnáct kilometrů západně od Innsbrucku, mezi obcemi Zirl a Telfs. Severní hranici tvoří řeka Inn v nadmořské výšce 600 m. Největším vodním tokem vedle řeky Inn je Klammbach, který částečně tvoří hranici na severozápadě. Na jihozápadě se území obce zvedá k vysokému kopci Rauhen Kopf (2308 m n. m.). Patří do pohoří Severní Sellrain, podskupiny Stubaiských Alp.
Obec má rozlohu 7,07 km². Z toho 18 % tvoří zemědělská půda, 60 % lesy a 10 % vysokohorské pastviny.

### Struktura obce
Pod obec patří dvě města (v závorkách je počet obyvatel k 1. lednu 2022):
- Hatting (1421)
- Hattingerberg (82)

### Sousední obce[4]
- Flaurling,
- Inzing,
- Pettnau,
- Polling in Tirol.

## Historie
První písemná zmínka je z 11. století, ale její vznik sahá až do raného středověku.
Klášter Schlehdorf v Horním Bavorsku byl v té době největším vlastníkem půdy v Hattingu. V roce 1286 se poprvé objevuje název Haettingen. Přívoz přes řeku Inn měl hospodářský význam. V roce 1626 je Hatting spolu se sousední obcí Inzing uváděn jako dvorská čtvrť a v roce 1775 je poprvé uveden v tereziánském daňovém katastru jako samostatná daňová obec. Pod bavorskou správou byla obec v roce 1811 spojena s Inzingem a v roce 1832 se Hatting stal opět samostatnou obcí. Přívoz byl zrušen po výstavbě mostu přes Inn v roce 1900 a obec byla povýšena na farnost až v roce 1966. Farnost byla zaregistrována v roce 1974.
Ležel na důležité solné cestě mezi Kematenem a Telfsem.
V roce 1974 byla obec připojena k obci Inzing, v roce 1993 se opět stala samostatnou obcí.
Vzhledem k blízkosti Innsbrucku se v posledních desetiletích počet obyvatel Hattingu výrazně zvýšil.
Kromě stejnojmenného hlavního jádra se obec skládá z Hattinger Berg a Schöfftal.
Hatting má vlakové nádraží na Arlberské železnici.